# Antonio Bertola (arquitecto)

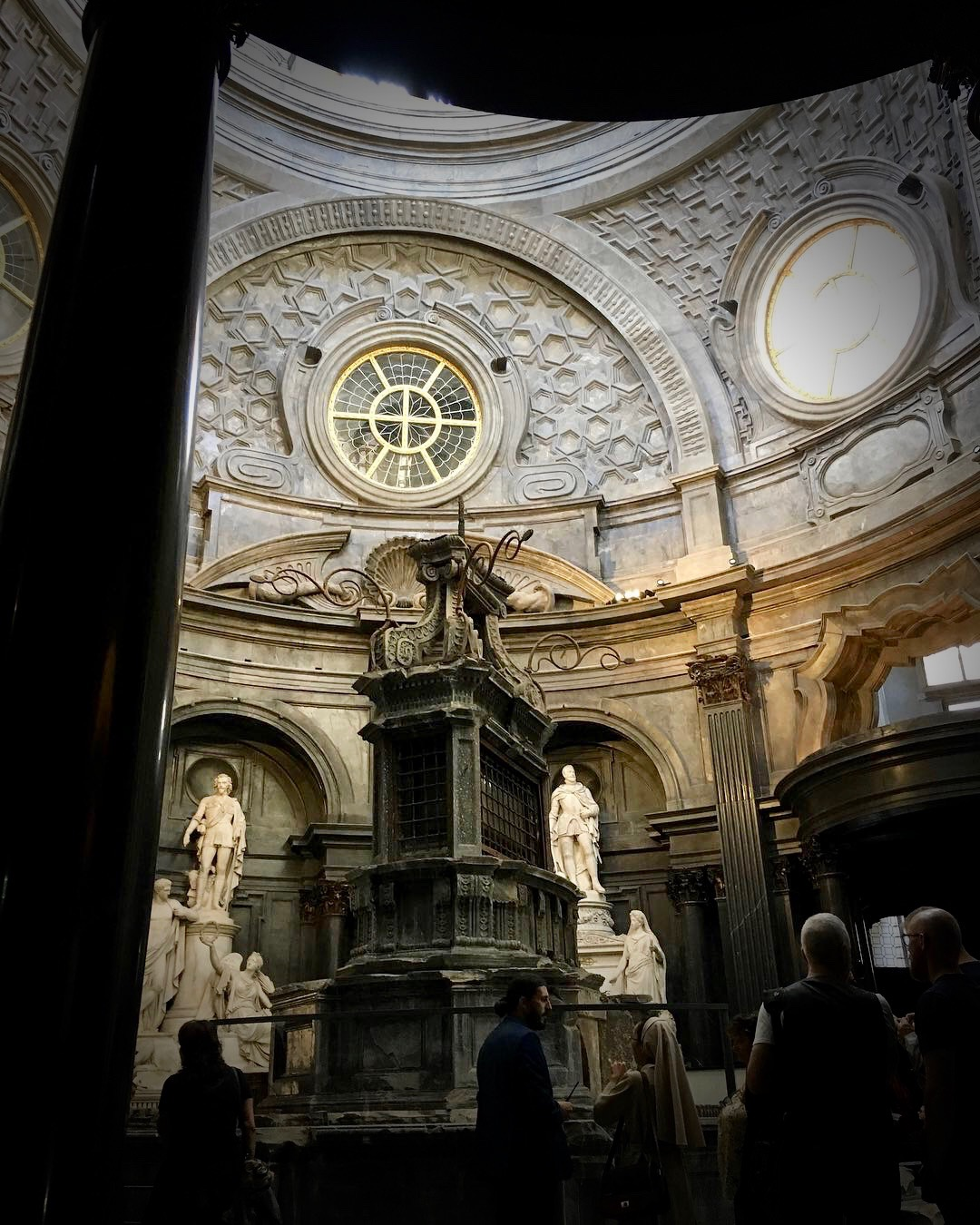
Altar mayor de la capilla de la Sábana Santa, en Turín

Antonio Bertola (Muzzano, 8 de noviembre de 1647 – Muzzano, 13 de septiembre de 1715) fue un arquitecto e ingeniero militar italiano. 
Como arquitecto, trabajó en la capilla de la Sábana Santa, donde hizo el altar mayor, que en 1694 recibió el paño sagrado. En 1701 se convirtió en el ingeniero del príncipe de Carignano. Durante el sitio de Turín de 1706, fue nombrado jefe de ingenieros para la defensa de la ciudad.
Entre sus obras arquitectónicas, destacan los trabajos en la Ciudadela de Turín (1702), la iglesia de la Santa Cruz de Cuneo, los hospitales de Savigliano (1703-1710) y de Fossano (1711), la fortaleza de Fenestrelle (1713), la continuación de los trabajos en el castillo de Rivoli (1713-1714) y la dirección de la restauración de la catedral de Turín (1713-1715).